# 孟苏铁
孟苏铁（1956年12月—），安徽砀山人。男，汉族。1975年8月参加工作，1977年6月加入中国共产党。内蒙古大学中文系汉语言文学专业和云南大学中文系汉语言文学专业毕业，中共中央党校法学理论专业在职研究生学历。
历任云南省人民检察院助理检察院、副处长、办公室主任、副检察长；云南省公安厅党委副厅长、厅长等职。2006年11月，任中共云南省委常委、省委政法委书记。2013年1月，不再兼任云南省公安厅厅长。
2016年8月17日下午，在云南省政法委一次全体会议上，一位云南省组织部副部长传达了孟苏铁被免职的决定。其相关工作交由常务副书记乔汉荣主持。次月辞去云南省人大代表职务，其简历也已从由中共云南省委宣传部主管、云南日报报业集团主办的云南省重点新闻网站云南网“省委常委”一栏撤下。有媒体报道，孟氏主政云南政法系统的十年中与云南官场落马的白恩培、秦光荣等诸多高官关系密切，如蛛网般纠扯不清。